# Kamilaroi Highway
Der Kamilaroi Highway ist eine Fernstraße im Norden des australischen Bundesstaates New South Wales. Er verbindet den New England Highway bei Willow Tree mit dem Mitchell Highway und dem Kidman Way in Bourke. Die erst vor kurzer Zeit als Nationalstraße 37 ausgewiesene Straße wurde früher als Staatsstraße 29 bezeichnet.

## Namensgebung
Der Highway ist nach dem in der Gegend lebenden Aboriginesstamm der Kamilaroi benannt.

## Verlauf
Nördlich von Willow Tree in der Liverpool Range, Teil der Great Dividing Range, zweigt der Kamilaroi Highway vom New England Highway (N15) nach Nordwesten ab und durchquert wenig später die Stadt Quirindi. Entlang des Namoi River beschreibt die Straße einen Bogen nach Westen, wobei sie die Städte Gunnedah, Boggabri, Narrabri und Wee Waa durchquert. In Gunnedah kreuzt sie den Oxley Highway (R34) und in Narrabri den Newell Highway (N39). In Walgett am Barwon River kreuzt sie den Castlereagh Highway (R55).
Entlang des Barwon River führt der Kamilaroi Highway weiter nach Westen durch Brewarrina und am Zusammenfluss von Barwon River und Culgoa River zum Darling River vorbei nach Bourke am Darling River. Dort endet er am Mitchell Highway (R71) und am Kidman Way (S87).
Damit ist der Kamilaroi Highway die kürzeste Verbindung zwischen der Great Dividing Range und dem Outback von New South Wales.

## The Rock
5 km nördlich von Boggabri liegt eine spektakuläre Landmarke, Gin's Leap, der in den Zeiten des Postkutschenbetreibers Cobb and Co. nur als The Rock bekannt war.
Eine Legende erzählt, dass ein Aboriginesmädchen, das dem Stammesältesten der Kamilaroi versprochen war, mit einem jungen Mann von einem anderen Stamm durchbrannte. Der Verfolgung durch die Kamilaroi entzogen sich die Liebenden durch einen tödlichen Sprung von diesem Felsen.